# Aeroportul Porbandar
Aeroportul Porbandar (IATA: PBD, ICAO: VAPR) este un aeroport din Gujarat, India ce deservește zona Porbandar⁠(d). Aeroportul a fost tranzitat în decembrie 2022 de 33 de pasageri. A fost numit după zona deservită.
Situat la o altitudine de 5 m, aeroportul dispune de o singură pistă. Este operat de Airports Authority of India⁠(d).